# فيات دينو
فيات دينو (بالإنجليزية: Fiat Dino)‏ هي سيارة رياضية ذات محرك أمامي ودفع خلفي من إنتاج فيات أنتجت في 1966 وتوقف إنتاجها في 1973. يشير اسم دينو إلى محرك فيراري دينو V6، الذي تنتجه شركة فيات ويتم تركيبه في السيارات لتحقيق أرقام الإنتاج الكافية لفيراري لمطابقة المحرك لسباقات الفورمولا 2.

## تاريخ السيارة
تم انتاج سيارات فيات دينو بسبب حاجة إنزو فيراري إلى تجانس محرك V6 لسيارات سباق الفورمولا 2، حيث وضعت اللجنة الرياضية الدولية للاتحاد الدولي للسيارات في عام 1965، قواعد جديدة سيتم سنها لموسم 1967. كان مطلوبًا من محركات F2 ألا تحتوي على أكثر من ست أسطوانات، وأن تكون مشتقة من محرك يتم إنتاجه بالفعل لسيارات تجارية رياضية في 500 نموذج على الأقل في غضون 12 شهرًا.  نظرًا لأن شركة فيراري كانت في هذا الوقت صغيرة، لم تكن تمتلك القدرة الإنتاجية للوصول إلى هذه الحصص، لذلك تم توقيع اتفاقية مع شركة فيات وتم الإعلان عنها في 1 مارس 1965، حيث ستنتج شركة فيات 500 محركًا من أجل أن يتم تركيبهم في سيارة رياضية والتي لم يتم تحديدها بعد.
دينو هو لقب ألفريدو فيراري، ابن إنزو، الذي توفي عام 1956 وكان له الفضل في فكرة محرك فيراري للسباقات فورمولا 2 V6، والذي يعتقد أنه من تصميم فيتوريو جانو بزاوية 65 درجة بين ضفتي الأسطوانات. تخليداً لذكراه، تم تسمية سيارات السباق النموذجية الرياضية فيراري ذات المحركات V6 باسم دينو منذ أواخر الخمسينيات من القرن الماضي. عُهد بتحويل محرك السباق هذا للاستخدام على الطرقات والإنتاج المتسلسل إلى المهندس أوريليو لامبريدي، الذي سبق له تصميم العديد من محركات فيراري ذات 4 أسطوانات. في مقابلة أجريت معه في أوائل الثمانينيات، أشار لامبريدي إلى أن "الأمور لم تسر تمامًا كما توقعت فيراري": كان إنزو فيراري يعتمد على بناء المحركات في مارانيلو، لكن إدارة شركة فيات أصرت على السيطرة على الإنتاج، لتجنب أي انقطاع في الإنتاج. توريد المحرك. تم تركيب محرك V6 الناتج من شركة فيات في مركبتين مختلفتين تمامًا: فيات دينو، وهي سيارة سياحية كبيرة بمحرك أمامي تم تجميعها في تورينو بواسطة فيات، وفي أول سيارة رياضية بمحرك وسطي يتم إنتاجها من سلسلة فيراري، تم بناؤها في مارانيلو وبيعها تحت علامة دينو التي تم إنشاؤها حديثًا. حتى على قالب كتلة الأسطوانة، كان اسم فيات مرئيًا وهو ما لا يتماشى مع طراز دينو الذي تم إنشاؤه حديثًا.

## وصلات خارجية
- (بالإيطالية) Club Dino Italia Official Italian Club Site
- (بالإنجليزية) Dino UK